# جورج نيكولاوس فون نيسن
جورج نيكولاوس فون نيسن (بالدنماركية: Nicolaus Nissen)‏ هو ملحن ودبلوماسي وكاتب دنماركي، ولد في 22 يناير 1761 في هادرسلف ‏ في الدنمارك، وتوفي في 24 مارس 1826 في سالزبورغ في النمسا.